# Platnickia elegans
Espèce
Synonymes
- Drassus elegans Nicolet, 1849
- Drassus similis Nicolet, 1849

Platnickia elegans est une espèce d'araignées aranéomorphes de la famille des Zodariidae.

## Distribution
Cette espèce se rencontre au Chili dans les régions de Coquimbo, du Biobío, d'Araucanie et des Fleuves et en Argentine dans l'Ouest de la province de Neuquén,.

## Description
Le mâle décrit par Jocqué en 1991 mesure 3,90 mm et la femelle 4,63 mm.

## Publication originale
- Nicolet, 1849 : Aracnidos. Historia física y política de Chile. Zoología, vol. 3, p. 319-543.